# شینسوکه میکیموتو
شینسوکه میکیموتو (به ژاپنی: 御木本伸介 Mikimoto Shinsuke)؛ ( ۲۲ مهٔ ۱۹۳۱ – ۵ اوت ۲۰۰۲) یک هنرپیشه اهل ژاپن بود.
از فیلم‌ها یا برنامه‌های تلویزیونی که وی در آن نقش داشته است می‌توان به سقوط قلعه آکو اشاره کرد.